# Neujahrskonzert der Wiener Philharmoniker 1995

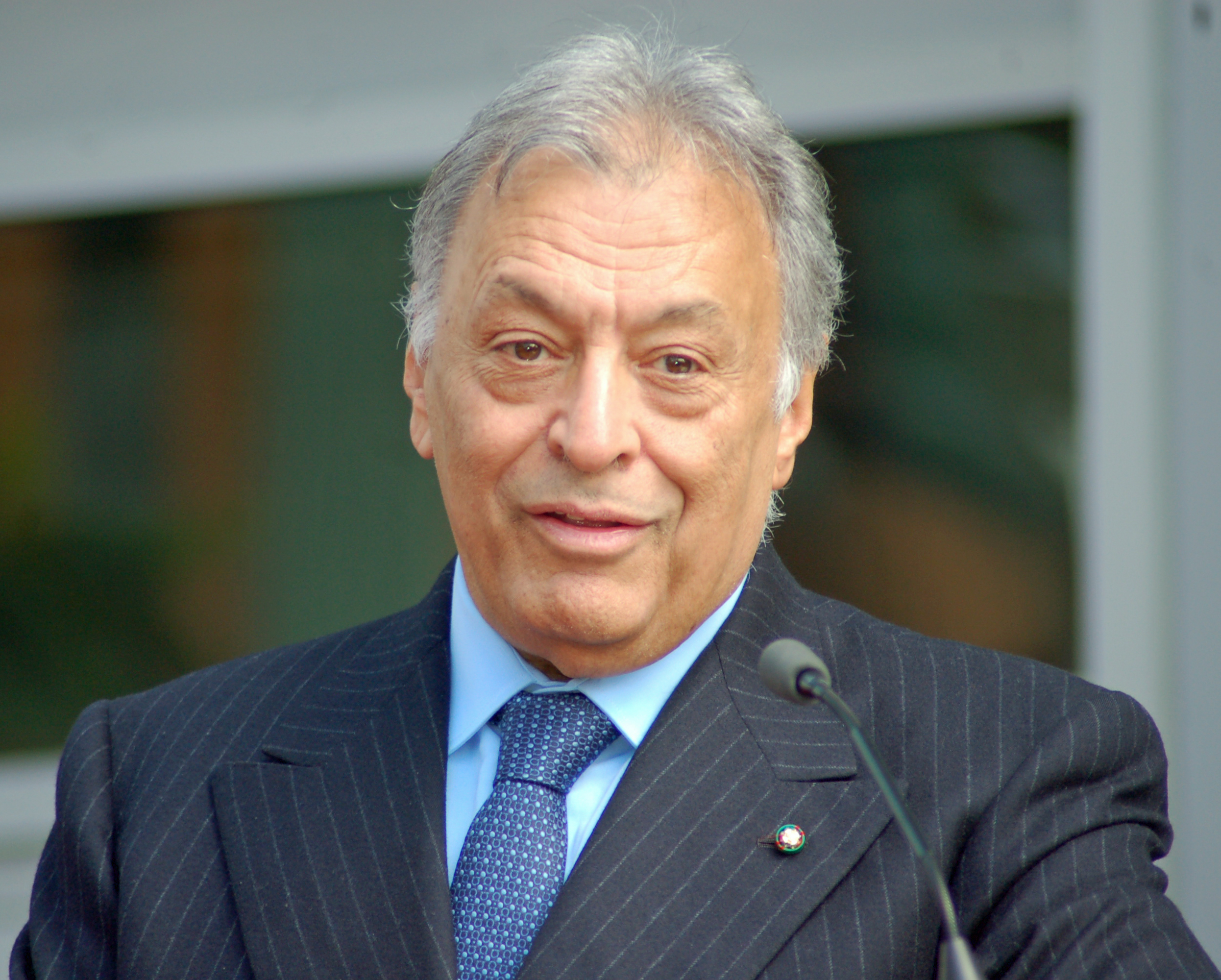
Zubin Mehta (2011)

Das Neujahrskonzert der Wiener Philharmoniker 1995 war das 55. Neujahrskonzert der Wiener Philharmoniker und fand am 1. Jänner 1995 im Wiener Musikverein statt. Dirigent war zum zweiten Mal Zubin Mehta, der bereits das Neujahrskonzert 1990 geleitet hatte.

## Programm

### 1. Teil
1. Johann Strauss (Sohn): Reitermarsch, op. 428*
2. Josef Strauss: Wiener Kinder, Walzer, op. 61*
3. Josef Strauss: Arm in Arm, Polka mazur, op. 215
4. Joseph Lanner: Favorit-Polka, op. 201*
5. Johann Strauss (Sohn): Morgenblätter, Walzer, op. 279
6. Johann Strauss (Sohn): Process-Polka (schnell), op. 294

### 2. Teil
1. Franz von Suppè: Ouvertüre zur Operette „Banditenstreiche“*
2. Johann Strauss (Sohn): Perpetuum mobile, Musikalischer Scherz, op. 257
3. Johann Strauss (Sohn): Mephistos Höllenrufe, Walzer, op. 101*
4. Josef Strauss: Thalia, Polka mazur, op. 195*
5. Eduard Strauß: Electrisch, Polka schnell, o. op.**
6. Johann Strauss (Vater): Alice-Polka, op. 238*
7. Johann Strauss (Sohn): Russische Marsch-Fantasie, op. 353*
8. Josef Strauss: Mein Lebenslauf ist Lieb’ und Lust, Walzer, op. 263
9. Johann Strauss (Sohn), Josef Strauss, Eduard Strauß: Schützen-Quadrille, o. op. (d. i. eine gemeinsame Komposition der drei Brüder)

### Zugaben
1. Josef Strauss: Auf Ferienreisen, Polka schnell, op. 133
2. Johann Strauss (Sohn): An der schönen blauen Donau, Walzer, op. 314
3. Johann Strauss (Vater): Radetzky-Marsch, op. 228

Werkliste und Reihenfolge sind der Website der Wiener Philharmoniker entnommen.
 Mit * gekennzeichnete Werke standen erstmals in einem Programm eines Neujahrskonzertes
** Die Polka schnell Electrisch von Eduard Strauß stand nicht nur erstmals in einem Programm des Neujahrskonzertes, sondern wurde überdies auf der CD des Live-Mitschnitts als weltweit erstmalige Einspielung bezeichnet.

## Besetzung (Auswahl)
- Zubin Mehta, Dirigent
- Wiener Philharmoniker

## Aufnahmen
Die Audio-CD erschien 1995 bei Sony.